# Caryotype en flux
Le caryotype en flux est une technique de cytométrie en flux appliquée à l'analyse chromosomique et permettant une alternative à l'analyse microscopique des caryotypes. Les chromosomes en suspension dans un tampon sont caractérisés par leur taille (intensité de fluorescence), leur indice centromérique, et leur contenu en ADN. Il s'agit d'un outil puissant pour une analyse rapide et un tri des chromosomes utilisé en cytogénétiques humaine et animale.